# Raiktor
Raiktor (mittelgriechisch Ῥαίκτωρ; † nach 1081) war ein byzantinischer Mönch, der 1081 als Thronprätendent gegen Kaiser Alexios I. auftrat.

## Leben
Raiktor war ein Gefolgsmann des normannischen Herzogs Robert Guiskard, der 1071 die Byzantiner aus Süditalien vertrieben hatte und aufgrund seiner militärischen Erfolge die noch ehrgeizigere Ambition entwickelte, auch das byzantinische Kernland mit der Hauptstadt Konstantinopel zu unterwerfen. Zum Vorwand nahm Guiskard die Behauptung, der 1078 von Nikephoros Botaneiates abgesetzte und zum Mönch geschorene Kaiser Michael VII. Dukas sei an seinen Hof nach Salerno geflohen und ihm würde nun mit normannischer Hilfe wieder zum Thron verholfen werden. Anna Komnena zufolge hatte der Normanne zuvor in Crotone gezielt nach einem vorzeigbaren griechischen Mönch auf Pilgerfahrt suchen lassen und in Raiktor die passende Figur für seine „Scharade“ gefunden. Nach einer weniger plausiblen, ebenfalls von Anna Komnena kolportierten Version war die Initiative zu diesem Schwindel von dem Mönch selbst ausgegangen, bei dem es sich um den früheren Mundschenk (pinkernes) Michaels VII. gehandelt haben soll. 
Innerhalb des normannischen Adels gab es erhebliche Widerstände gegen Robert Guiskards Kriegspläne gegen Byzanz. Diese verstärkten sich noch, als der aus Konstantinopel zurückgekehrte  Gesandte Raoul berichtete, er habe dort den echten Michael Dukas als Mönch in einem Kloster angetroffen. Obwohl damit der offizielle Kriegsgrund weggefallen war, hielt Guiskard an dem entlarvten Prätendenten fest, setzte im Mai 1081 mit einem 30.000 Mann starken Heer auf 150 Schiffen von Brindisi nach Griechenland über und fiel in das byzantinische Thema Dyrrhachion ein. 
Beim Eintreffen vor Dyrrhachion präsentierte Guiskard seinen Marionettenkaiser in einer pompösen Prozession vor den Stadtmauern, um die Verteidiger zu einer friedlichen Übergabe zu bewegen. Diese blieben jedoch unbeeindruckt, so dass die Normannen die Belagerung der Stadt aufnehmen mussten. Der neue Kaiser Alexios I. rief die Venezianer zu Hilfe, doch erfuhr Guiskard rechtzeitig davon und ließ sie bei ihrer Ankunft von seinem Sohn Bohemund im Namen des „Kaisers Michael“ empfangen. Danach verliert sich Raiktors Spur; wahrscheinlich ließ der Normannenherrscher den angeblichen Michael Dukas noch vor seiner übereilten Rückkehr nach Italien fallen, weil er sich für seine Zwecke als ungeeignet erwiesen hatte.
Bohemund unternahm 1107 einen erneuten Angriff auf Dyrrhachion, wobei er dieses Mal als Prätendenten einen angeblichen Sohn des Kaisers Romanos IV. mit sich führte.